# Staig
Staig là một đô thị nằm trong huyện Alb-Donau thuộc bang Baden-Württemberg, Đức.

## Địa lý
Staig nằm trên cao nguyên giữa hai con sông Danube và Iller ở phía bắc Ulm.

## Phân chia hành chính
Xã Staig bao gồm 6 ngôi làng: Altheim, Essendorf, Harthausen, Staig, Steinberg và Weinstetten.